# Esquerra Unida i Republicana
Esquerra Unida i Republicana (Izquierda Unida y Republicana) fue una coalición electoral creada con ocasión de las elecciones generales de España de 2008 formada por Esquerra Unida del País Valencià (EUPV) e Izquierda Republicana (IR) en la Comunidad Valenciana.
Su objetivo era revalidar el diputado que EUPV obtuvo en las Elecciones generales de 2004 dentro de Esquerra Unida - L'Entesa, pero finalmente obtuvo 74.015 votos (2,71%) en toda la Comunidad Valenciana y ningún escaño. En la pérdida de dicho escaño tuvo gran influencia la escisión de Iniciativa del Poble Valencià de EUPV y que, al presentarse dentro de la coalición Bloc-Iniciativa-Verds, propició la fragmentación del voto de 2004.